# کارل کریل
کارِل کریل (چکی: Karel Kryl; ۱۲ آوریل ۱۹۴۴ – ۳ مارس ۱۹۹۴) شاعر و خواننده-ترانه‌پرداز اهل چکسلواکی (زادهٔ موراویا و چکزبان) بود که بین سال‌های ۱۹۶۸ تا ۱۹۹۴ میلادی فعالیت می‌کرد. او خالق بسیاری از ترانه‌های اعتراضی مشهور چکی بود و با زبانی پیچیده و شاعرانه به حکومت کمونیستی (و بعدتر پساکمونیستی) چکسلواکی حمله می‌کرد.